# Tushy
Tushy — американская порнографическая киностудия, занимающаяся производством фильмов со сценами анального секса. Один из брендов медиакомпании Vixen Media Group.

## История
Студия была основана в июне 2015 года французским предпринимателем, порнорежиссёром и продюсером Грегом Лански и стала второй открытой Лански студией после Blacked. С 2015 по 2018 годы дистрибуцией фильмов студии занималась Jules Jordan Video. Начиная с декабря 2018 года, дистрибуцией занимается Pulse Distribution.
На 33-й церемонии AVN Awards, которая проводилась в январе 2016 года, студия получила награду в категориях «Лучшая маркетинговая кампания — имидж компании» (вместе с Blacked) и «Лучший новый бренд», а фильм Being Riley с Райли Рид в главной роли в общем счёте был удостоен девяти наград в пяти категориях, в том числе за «Лучший фильм-шоу со звездой» (Best Star Showcase). В июне 2016 года Being Riley выиграл премию XRCO Award в категории «Лучший фильм». На 17-й церемонии XBIZ Award в январе 2019 года фильм Abigail с Эбигейл Мэк в главной роли одержал победу в пяти категориях, в том числе за «Полнометражный фильм года», «Фильм-шоу года с исполнителем» и «Лучший сценарий».
Аналогично Blacked, в декабре 2018 года был запущен сайт-ответвление — Tushy Raw. В январе 2020 года одноименная серия фильмов награждена AVN Awards в категории «Лучший анальный сериал или канал».

## Награды и номинации

### Tushy
| Год  | Награда           | Результат | Категория                                                                 |
| ---- | ----------------- | --------- | ------------------------------------------------------------------------- |
| 2016 | AVN Award         | Победа    | Лучшая маркетинговая кампания — имидж компании (вместе с Blacked)         |
| 2016 | AVN Award         | Победа    | Лучший новый бренд                                                        |
| 2016 | Spank Bank Award  | Победа    | Веб-сайт года                                                             |
| 2016 | XBIZ Award        | Номинация | Порносайт года — ниша                                                     |
| 2017 | AVN Award         | Победа    | Лучшая маркетинговая кампания — имидж компании (вместе с Blacked и Vixen) |
| 2017 | AVN Award         | Номинация | Лучший веб-сайт с членской подпиской                                      |
| 2017 | Spank Bank Award  | Номинация | Веб-сайт года                                                             |
| 2017 | Spank Bank Award  | Номинация | Производственная студия года                                              |
| 2017 | XBIZ Award        | Победа    | Порносайт года — ниша                                                     |
| 2017 | XBIZ Award        | Номинация | Студия года (вместе с Blacked)                                            |
| 2018 | Fleshbot Award    | Победа    | Лучший платный сайт                                                       |
| 2018 | Spank Bank Award  | Номинация | Грязный дистрибьютор года                                                 |
| 2018 | Spank Bank Award  | Номинация | Платный веб-сайт года                                                     |
| 2018 | Spank Bank Award  | Номинация | Производственная студия года                                              |
| 2018 | XBIZ Award        | Номинация | Маркетинговая кампания года                                               |
| 2018 | XBIZ Award        | Номинация | Платный сайт года                                                         |
| 2018 | XBIZ Award        | Победа    | Студия года (вместе с Blacked и Vixen)                                    |
| 2018 | XBIZ Europa Award | Победа    | Глобальный студийный бренд года (вместе с Blacked и Vixen)                |
| 2019 | Fleshbot Award    | Номинация | Лучший платный сайт                                                       |
| 2019 | NightMoves Award  | Победа    | Лучшая производственная компания (выбор поклонников)                      |
| 2019 | XBIZ Award        | Номинация | Платный сайт года                                                         |
| 2019 | XBIZ Award        | Номинация | Студия года (вместе с Blacked и Vixen)                                    |
| 2020 | XCritic Award     | Номинация | Студия года                                                               |
| 2021 | XRCO Award        | Номинация | Лучший порносайт                                                          |
| 2024 | XRCO Award        | Номинация | Любимый порносайт                                                         |
| 2025 | XRCO Award        | Номинация | Любимый порносайт                                                         |

### Tushy Raw
| Год  | Награда        | Результат | Категория                           |
| ---- | -------------- | --------- | ----------------------------------- |
| 2019 | Fleshbot Award | Номинация | Лучший новый сайт                   |
| 2019 | XCritic Award  | Номинация | Лучшая новая студия                 |
| 2020 | AVN Award      | Номинация | Лучший новый производственный бренд |

## Фильмография

### Сериалы
| Год          | Название            |
| ------------ | ------------------- |
| 2015 — н. в. | Anal Beauty         |
| 2015 — н. в. | Anal Models         |
| 2015 — н. в. | The Art of Anal Sex |
| 2016 — н. в. | Anal Threesomes     |
| 2016 — н. в. | First Anal          |
| 2016 — н. в. | My DP               |
| 2019 — н. в. | Mature Anal         |
| 2020 — н. в. | Anal Angels         |
| 2021 — н. в. | Anal Icons          |
| 2021 — н. в. | Views               |
| 2022 — н. в. | Anal Bliss          |
| 2022 — н. в. | Spice               |

### Фильмы
| Год  | Название    | Примечания                   |
| ---- | ----------- | ---------------------------- |
| 2015 | Being Riley | с Райли Рид в главной роли   |
| 2015 | Miss Tushy  | н/д                          |
| 2017 | Eva         | с Евой Ловией в главной роли |
| 2017 | Lana        | с Ланой Роудс в главной роли |
| 2018 | Abigail     | с Эбигейл Мэк в главной роли |
| 2020 | Influence   | с Эльзой Джин в главной роли |
| 2020 | Young Tushy | н/д                          |
| 2023 | Back Shots  | н/д                          |